# سكي غيفو
سكي غيفو (بالإنجليزية: Seki, Gifu)‏ هي مدن اليابان تقع في اليابان في غيفو (محافظة). يقدر عدد سكانها بـ 91,239 نسمة .

## أعلام
- تاكومي كيوموتو
- جونكإ إندو